# Eingekreister Punkt
Der eingekreiste Punkt ist ein Symbol, das aus einem Kreis besteht, in dessen Mittelpunkt ein ebenfalls kreisförmiger Punkt liegt.

## Verwendung
Das Symbol wird in unterschiedlichen Bereichen für jeweils eigene Zwecke verwendet, beispielsweise:
- In der Astronomie und Astrologie ist es das Symbol für die Sonne.
- In der Alchemie steht es für Gold.
- In Bestimmungsbüchern kennzeichnet es einjährige Pflanzen.[1]
- In der Philatelie kennzeichnet es eine gebrauchte oder entwertete Briefmarke.
- In der Mathematik dient es als Operator und als Symbol für einen Vektor, der auf den Betrachter hin gerichtet ist.
- In der Physik bezeichnet er die zugewandte Richtung eines Wirkungsvektors (Pfeilspitze); (Gegenteil: eingekreistes X = Pfeilende).
- In der Navigation als Festpunkt gemäß Bundesamt für Seeschifffahrt und Hydrographie, Seekarte D1 als Vermessener Punkt (Symbol D 2).
- Bei den Pfadfindern dient es als Waldläuferzeichen für „Spielende / Bin nach Hause gegangen“ und ist dort auch als Symbol für das Lebensende gebräuchlich.
- Die Firma Sono Motors GmbH nutzt das Sonnensymbol in ihrem Firmenlogo und als Markenzeichen auf ihrem Solarmobil Sion.

Als Schriftzeichen hat es bei Verwendung als mathematischer Operator die Ausmaße des eingekreisten Pluszeichens, ansonsten zumeist die Höhe von Großbuchstaben. Es kommt auch speziell in astronomischen Fachtexten als tiefgestelltes Indexzeichen vor, um eine Messgröße als zur Sonne zugehörig zu bezeichnen, beispielsweise in der Abkürzung M☉ für die Sonnenmasse.

## Ähnliche Zeichen
| N5 |

| N5 |

Eine Variante ist das Fischauge, bei dem der zentrale Punkt so groß ist, dass der Weißraum zwischen ihm und dem äußeren Kreis ähnlich dick wie die umschließende Kreislinie ist. Dieses Sonderzeichen wird in Japan als Aufzählungszeichen verwendet.

## Unicode
Die folgende Tabelle enthält die in Unicode enthaltenen Varianten des eingekreisten Punkts und einige ähnliche Zeichen.
| Zeichen | Unicode Position | Unicode-Name                               | deutsche Bezeichnung                               | Unicodeblock                         | LaTeX                  |
| ------- | ---------------- | ------------------------------------------ | -------------------------------------------------- | ------------------------------------ | ---------------------- |
| ʘ       | U+0298           | latin letter bilabial click                | Lateinischer Buchstabe bilabialer Klick            | IPA-Erweiterungen                    | \textbullseye, \clickb |
| ⊙       | U+2299           | circled dot operator                       | Eingekreister Punktoperator                        | Mathematische Operatoren             | \odot                  |
| ◉       | U+25C9           | fisheye                                    | Fischauge                                          | Geometrische Formen                  |                        |
| ☉       | U+2609           | sun                                        | Sonne                                              | Verschiedene Symbole                 | \astrosun, \Sun        |
| ⦿       | U+29BF           | circled bullet                             | Eingekreister Aufzählungspunkt                     | Verschiedene mathematische Symbole-B |                        |
| ⨀       | U+2A00           | n-ary circled dot operator                 | N-stelliger eingekreister Punktoperator            | Zusätzliche Mathematische Operatoren | \bigodot               |
| ⵙ       | U+2D59           | tifinagh letter yas                        | Tifinagh-Schriftzeichen Yas                        | Tifinagh                             |                        |
| Ꙩ       | U+A668           | cyrillic capital letter monocular o        | Kyrillischer Großbuchstabe O mit einem Augenpunkt  | Kyrillisch, erweitert-B              |                        |
| ꙩ       | U+A669           | cyrillic small letter monocular o          | Kyrillischer Kleinbuchstabe O mit einem Augenpunkt | Kyrillisch, erweitert-B              |                        |
| 𐍈       | U+10348          | gothic letter hwair                        | Gotischer Buchstabe ƕ (hv, hw)                     | Gotisch                              |                        |
| 𓇳       | U+131F3          | egyptian hieroglyph n005                   | Ägyptische Hieroglyphe N5                          | Ägyptische Hieroglyphen              |                        |
| 🞊       | U+1F78A          | white circle containing black small circle | Hohler Kreis mit kleinem vollflächigen Kreis darin | Geometrische Formen, erweitert       |                        |